# Floricomus littoralis
Floricomus littoralis là một loài nhện trong họ Linyphiidae.
Loài này thuộc chi Floricomus. Floricomus littoralis được Ralph Vary Chamberlin & Wilton Ivie miêu tả năm 1935.